# 220

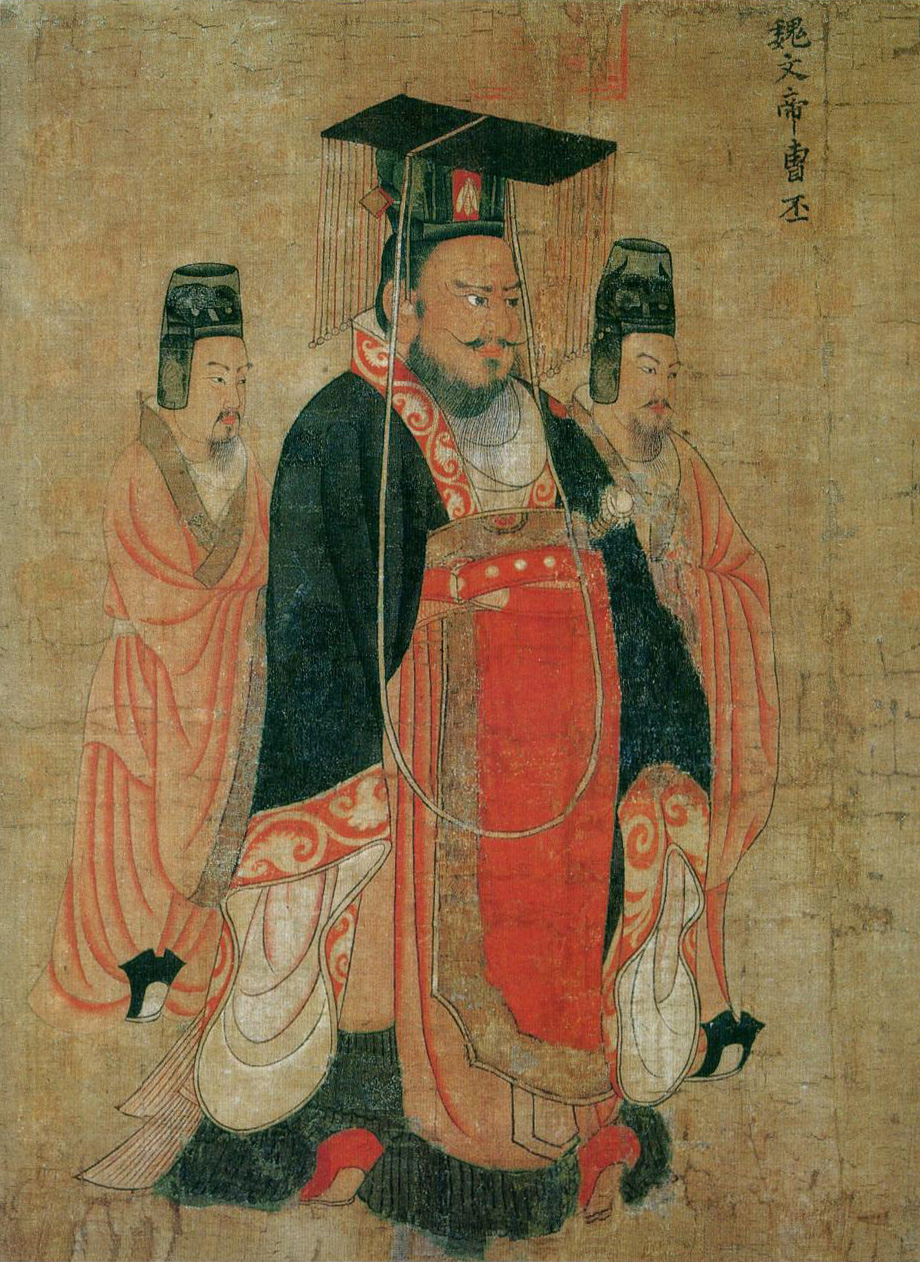
Keizer Cao Pi, een schilderij uit de 7e eeuw van Yan Liben (600-673)

Het jaar 220 is het 20e jaar in de 3e eeuw volgens de christelijke jaartelling.

## Gebeurtenissen

### Italië
- Keizer Elagabalus laat het regeren voornamelijk over aan zijn grootmoeder Julia Maesa en wijdt zich aan zijn bizarre zonnecultus. Hij besluit dat de zonnegod El Gebal tot Romeinse oppergod wordt verheven; bij wijze van symboliek laat Elagabalus het standbeeld van Minerva uit de Tempel van Vesta verplaatsen om te "trouwen" met zijn heilige "zwarte steen" (Elagaballium).
- Elagabalus laat zich scheiden van zijn vrouw Julia Paula en treedt in het huwelijk met Aquilia Severa, leidster van de Vestaalse Maagden. De Senaat ziet dit als heiligschennis, de Romeinse cultuur verbiedt een seksuele relatie met een priesteres en overtredingen worden met de doodstraf bestraft. Elagabalus tracht het huwelijk een religieuze betekenis te geven zonder festiviteiten.

### China
- Drie Koninkrijken: Val van de Han-dynastie, krijgsheer en eerste minister Cao Cao komt te overlijden en zijn zoon Cao Pi (曹丕) regeert als keizer over het Koninkrijk Wei.
- Keizer Han Xiandi wordt door Cao Pi gedwongen af te treden, hij krijgt de titel van hertog en trekt zich terug op zijn landgoed in de Chinese provincie Shaanxi. Het Chinese Keizerrijk wordt verdeeld in drie koninkrijken, Wei in het noorden, gevormd door de Noord-Chinese Vlakte. Shu in het zuidwesten en Wu in het zuiden met de hoofdstad Jianye (huidige Nanking).

## Overleden
- Cao Cao (66), Chinees veldheer en stichter van het Koninkrijk Wei
- Xiahou Dun, Chinees veldheer